# Valeri Kleshniov
Valeri Kleshniov –en ruso, Валерий Клешнёв– (15 de octubre de 1958) es un deportista soviético que compitió en remo.
Participó en los Juegos Olímpicos de Moscú 1980, obteniendo una medalla de plata en la prueba de cuatro scull. Ganó una medalla de bronce en el Campeonato Mundial de Remo de 1982.

## Palmarés internacional
| Juegos Olímpicos   | Juegos Olímpicos | Juegos Olímpicos  | Juegos Olímpicos |
| Año                | Lugar            | Medalla           | Prueba           |
| ------------------ | ---------------- | ----------------- | ---------------- |
| 1980               | Moscú (URSS)     | Medalla de plata  | Cuatro scull     |
| Campeonato Mundial |                  |                   |                  |
| Año                | Lugar            | Medalla           | Prueba           |
| 1982               | Lucerna (Suiza)  | Medalla de bronce | Cuatro scull     |